# 垂井町立垂井小学校
垂井町立垂井小学校（たるいちょうりつ たるいしょうがっこう）は、岐阜県不破郡垂井町にある公立小学校。

## 沿革
- 1873年（明治6年）1月15日 - 旧本陣にて学習義塾と称す仮小学校を開設
- 1875年（明治8年）3月 - 垂井尋常小学校と改称
- 1886年（明治19年）9月 - 垂井町立垂井尋常・高等小学校と改称
- 1893年（明治26年）4月1日 - 校舎新築開校式を行う
- 1894年（明治27年）4月3日 - 八重垣神社境内を運動場とする小学校を開校
- 1933年（昭和8年）10月18日 - 校舎新築落成式を行う
- 1941年（昭和16年）3月1日 - 国民学校令公布により岐阜県不破郡垂井国民学校と改称
- 1947年（昭和22年）4月1日 - 学制改革により垂井町立垂井小学校と改称
- 1953年（昭和28年）- 新校舎落成式。
- 1956年（昭和31年）12月 - 給食室新築、落成。
- 1957年（昭和32年）1月8日 - 完全給食の開始。
- 1961年（昭和36年）2月9日 - 鼓笛隊バンド誕生。披露式挙行。
- 1973年（昭和48年）3月18日 - 垂井小学校校歌を発表。
- 1983年（昭和58年）4月1日 - 校区の一部が新設の垂井町立東小学校へ分離する。

## 通学区域
- 垂井町（字地蔵、字駒引、字杢録、字永長の一部、字流の一部、字追分の一部、字山之前の一部を除く)
- 垂井町楠田
- 垂井町東神田1 - 3丁目
- 垂井町宮代字多々目木（一部）
- 垂井町府中字野庵（一部）
- 垂井町府中字清水（一部）
- 垂井町府中字葉生（一部）
- 垂井町宮代（国道21号と県道養老垂井線と町道宮代12号線に囲まれた地区）
- 垂井町岩手字灯明（一部）[1]

## 教育目標
心豊かな子  やさしい子  かんがえる子  げんきな子

## 交通
- 東海道本線垂井駅より徒歩13分